# Jonesia sphaerocarpa
Jonesia es un género monotípico de musgos perteneciente  a la familia Funariaceae.  Su única especie, Jonesia sphaerocarpa, es originaria de  Nigeria.

## Taxonomía
Jonesia sphaerocarpa fue descrita por Bizot y publicado en Revue Bryologique et Lichénologique 40: 25. pl. 1. 1974.